# Identità di Jacobi
In matematica e in fisica, l'identità di Jacobi, il cui nome si deve a Carl Gustav Jakob Jacobi, è una proprietà di bilinearità la quale dipende dall'ordine di valutazione dell'operazione data. Diversamente dalle operazioni associative, è importante l'ordine di valutazione delle quantità che devono soddisfare all'identità di Jacobi.

## Definizione
L'identità di Jacobi è la relazione della seguente forma:
{\displaystyle [X,[Y,Z]]+[Y,[Z,X]]+[Z,[X,Y]]=0}
dove {\displaystyle [\cdot ,\cdot ]} è il commutatore.
Un'operazione binaria {\displaystyle \times }definita su un insieme {\displaystyle S} con un'operazione binaria {\displaystyle +} con identità additiva {\displaystyle 0} (elemento neutro rispetto a {\displaystyle +}) soddisfa l'identità di Jacobi se:
{\displaystyle a\times (b\times c)+c\times (a\times b)+b\times (c\times a)=0\qquad \forall {a,b,c}\in S}
Ovvero se la somma di tutte le permutazioni pari di {\displaystyle (a,(b,c))} deve essere nulla.
Questa identità può essere presa in considerazione per qualsiasi anello intendendo che sia {\displaystyle \,[X,Y]:=X\cdot Y-Y\cdot X}, cioè che le parentesi quadrate caratterizzino il commutatore degli elementi dell'anello. In particolare, l'identità può essere presa in considerazione quando {\displaystyle X}, {\displaystyle Y} e {\displaystyle Z} sono elementi di un'algebra e, ancora più in particolare, quando {\displaystyle X}, {\displaystyle Y} e {\displaystyle Z} denotano matrici quadrate su un campo. Una tale algebra in genere non è anticommutativa.
L'identità di Jacobi interviene anche nella definizione dell'algebra di Lie come assioma per la legge di composizione data dalla scrittura {\displaystyle [X,Y]}. In un'esposizione generale questa composizione viene trattata assiomaticamente, in una applicazione viene definita costruttivamente. Applicazioni di rilievo si hanno nella meccanica analitica e nella meccanica quantistica. 